# Antti Karisto
Antti Olavi Karisto, född 3 augusti 1951 i Lahtis, är en finländsk sociolog.
Karisto disputerade 1984 på en avhandling om sjuklighet som indikator på nivån och naturen hos samhällets välfärd och blev politices doktor 1993. Han var 1993–2002 professor i socialpolitik vid Helsingfors universitet och blev 2002 professor i social gerontologi.
Karisto har publicerat bland annat Elintaso, elämäntapa, sosiaalipolitiikka (jämte andra 1984, svensk översättning Levnadsförhållanden och socialpolitik i Finland, 1987), Matkalla nykyaikaan (jämte andra 1998, svensk översättning Finland i förvandling, samma år) och Satumaa (2009) som handlar om finländska pensionärer på den Spanska solkusten.